# نرده دفاعی

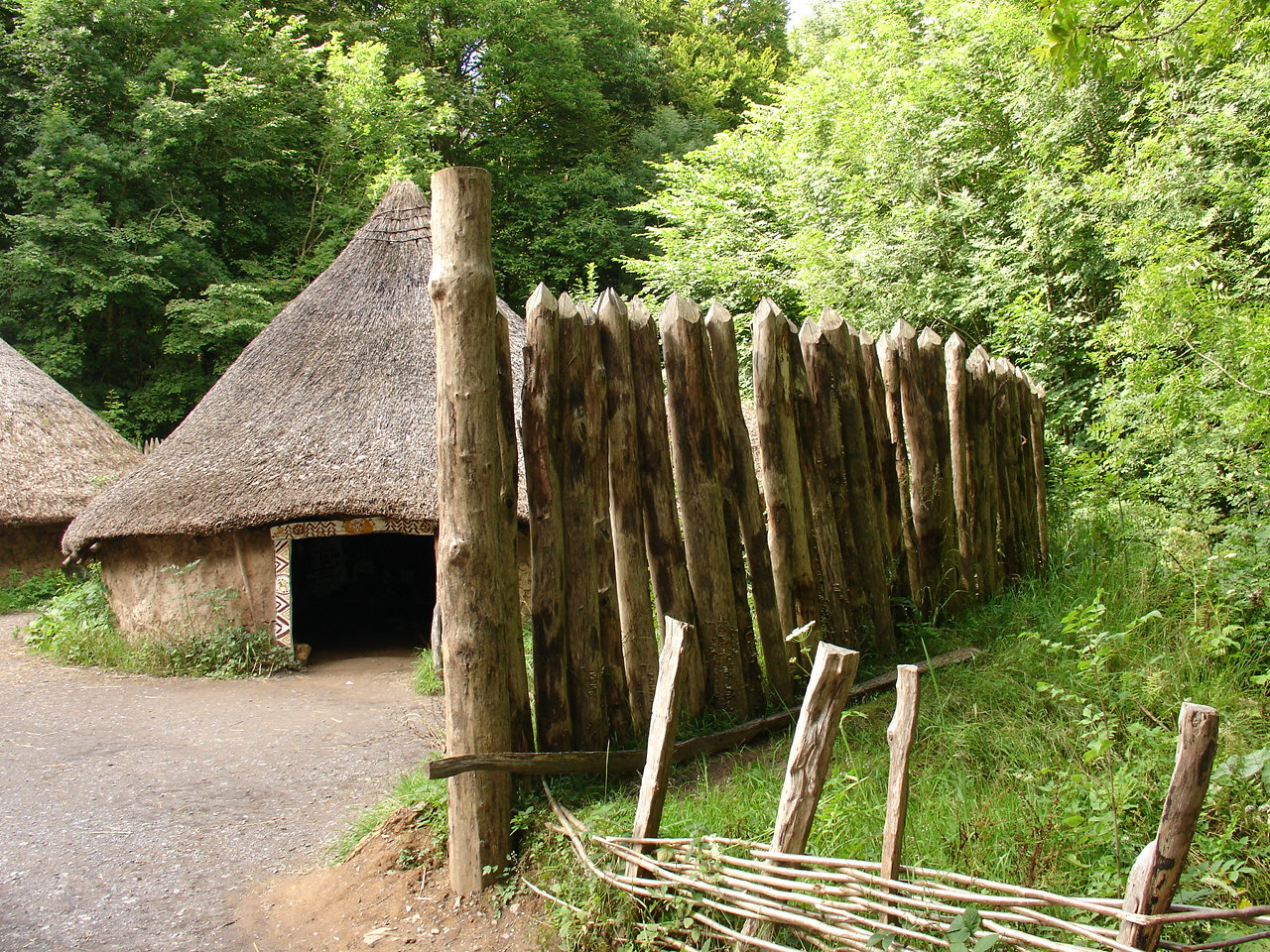
نمایی از یک نرده دفاعی چوبی

نرده دفاعی (انگلیسی: Palisade) یک نوع بسیار قدیمی و متداول از استحکامات می‌باشد که شامل نرده محکم از تیرپایه یا تخته تنه درختان است. نرده دفاعی اغلب به دور قلعه‌های اولیه و بدوی و گاهی دهکده‌ها و اقامت‌گاه‌های کوچک کشیده می‌شد. این شیوه از استحکامات در میان یونانیان و رومیان‌ باستان کاربرد بسیار داشت که بیشتر اوقات در جهت حفاظت از اردوگاه‌های نظامی ایجاد می‌گردید. مورخ تاریخی تیتوس لیویوس، اشاره می‌کند که این شیوه از یونان باستان به روم منتقل گردید و پس از آن در طول جنگ دوم مقدونیه به دفعات مورد استفاده قرار گرفت

## نگارخانه

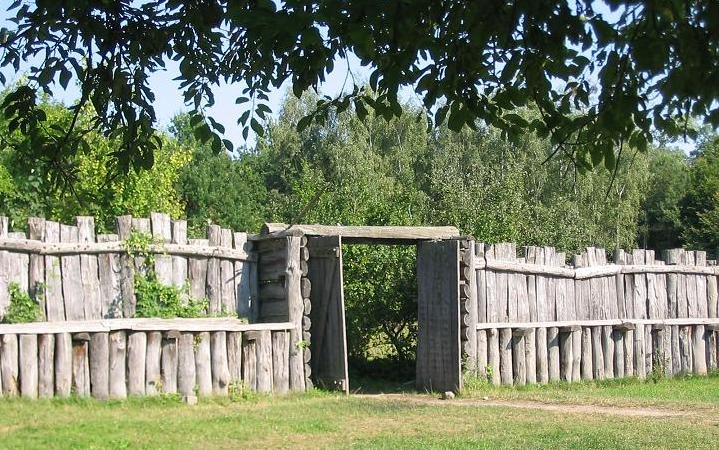
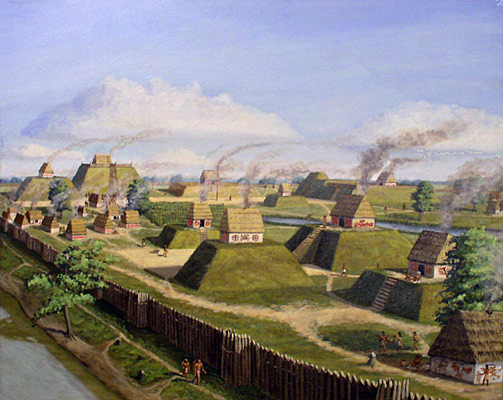
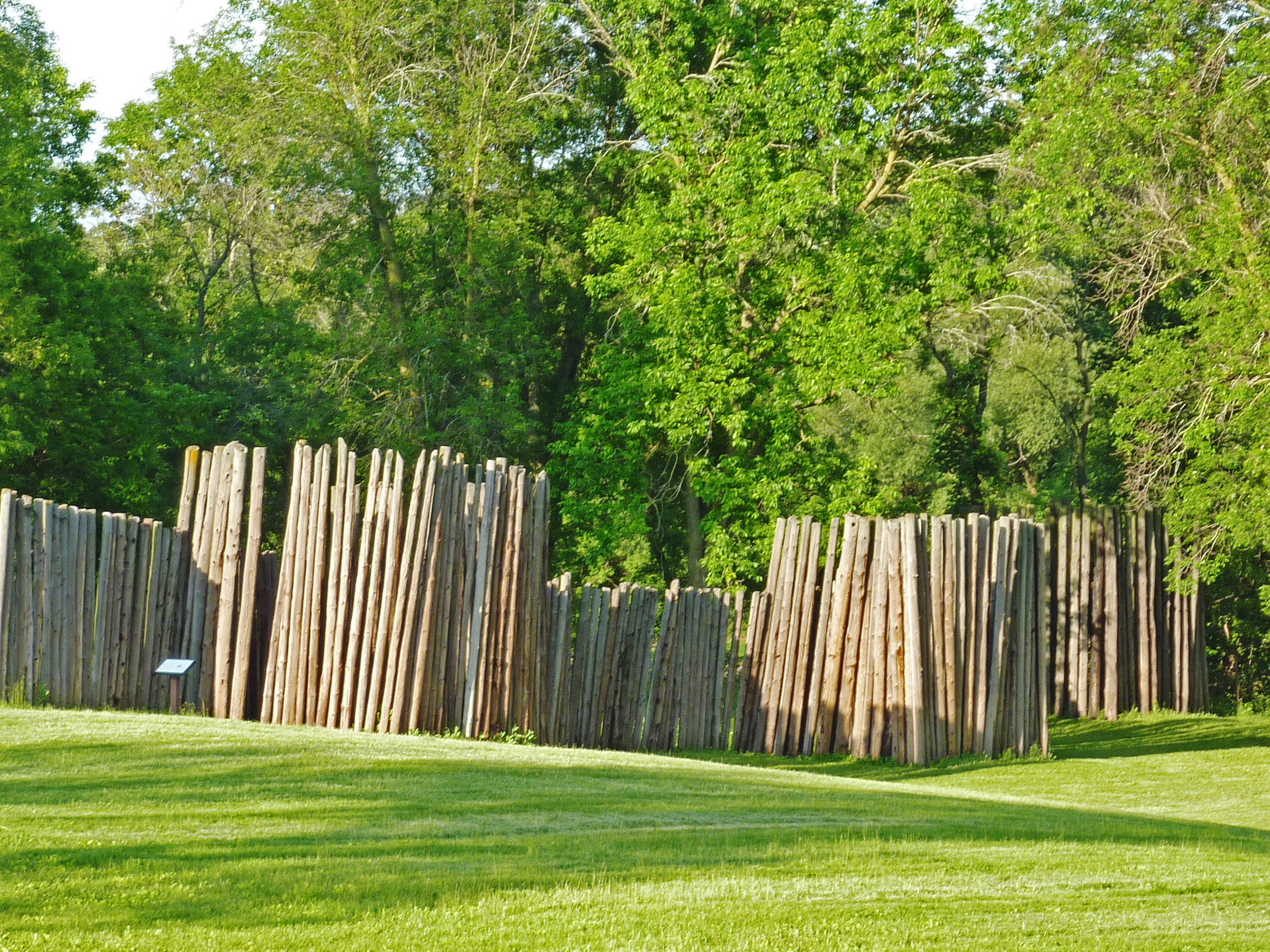
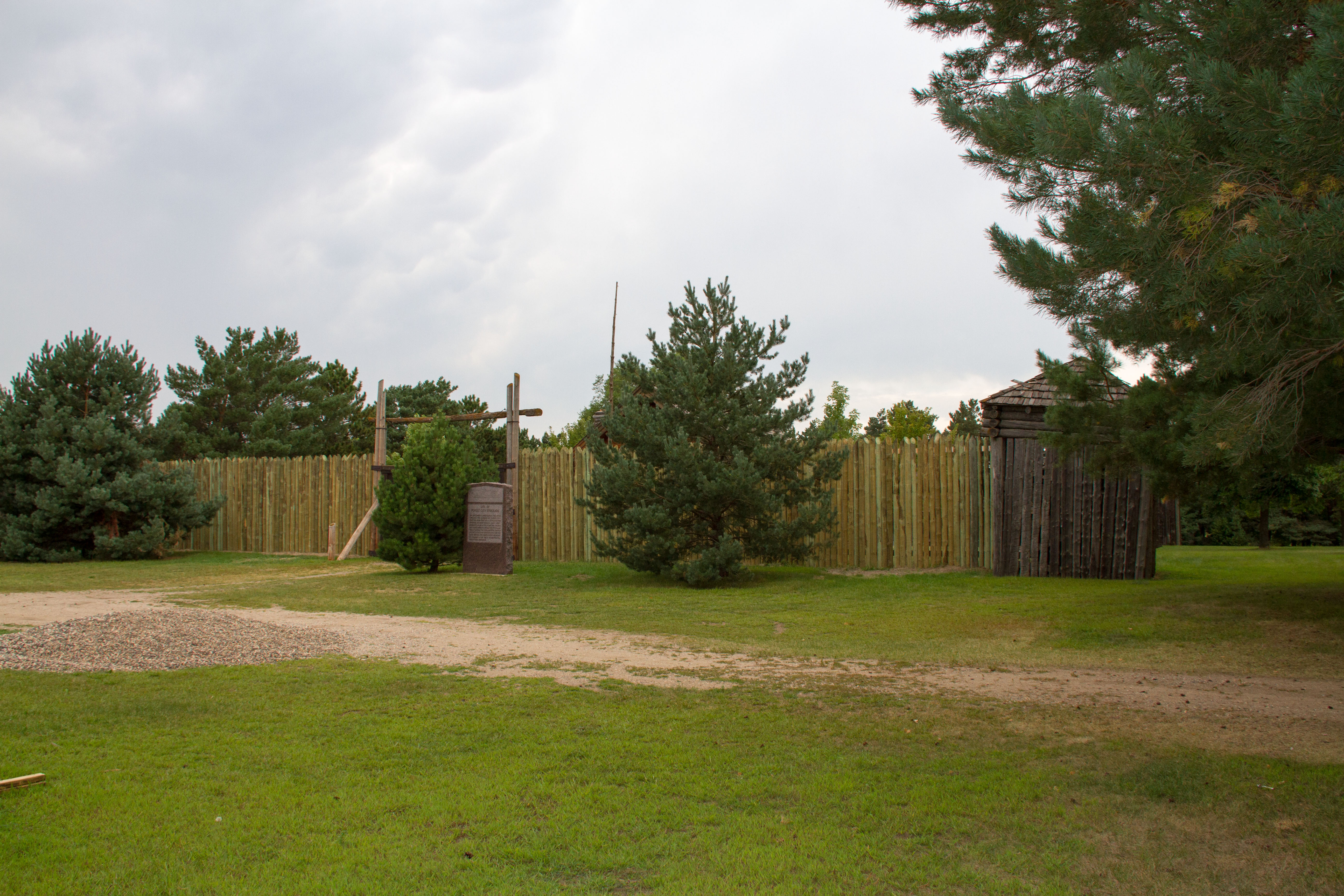
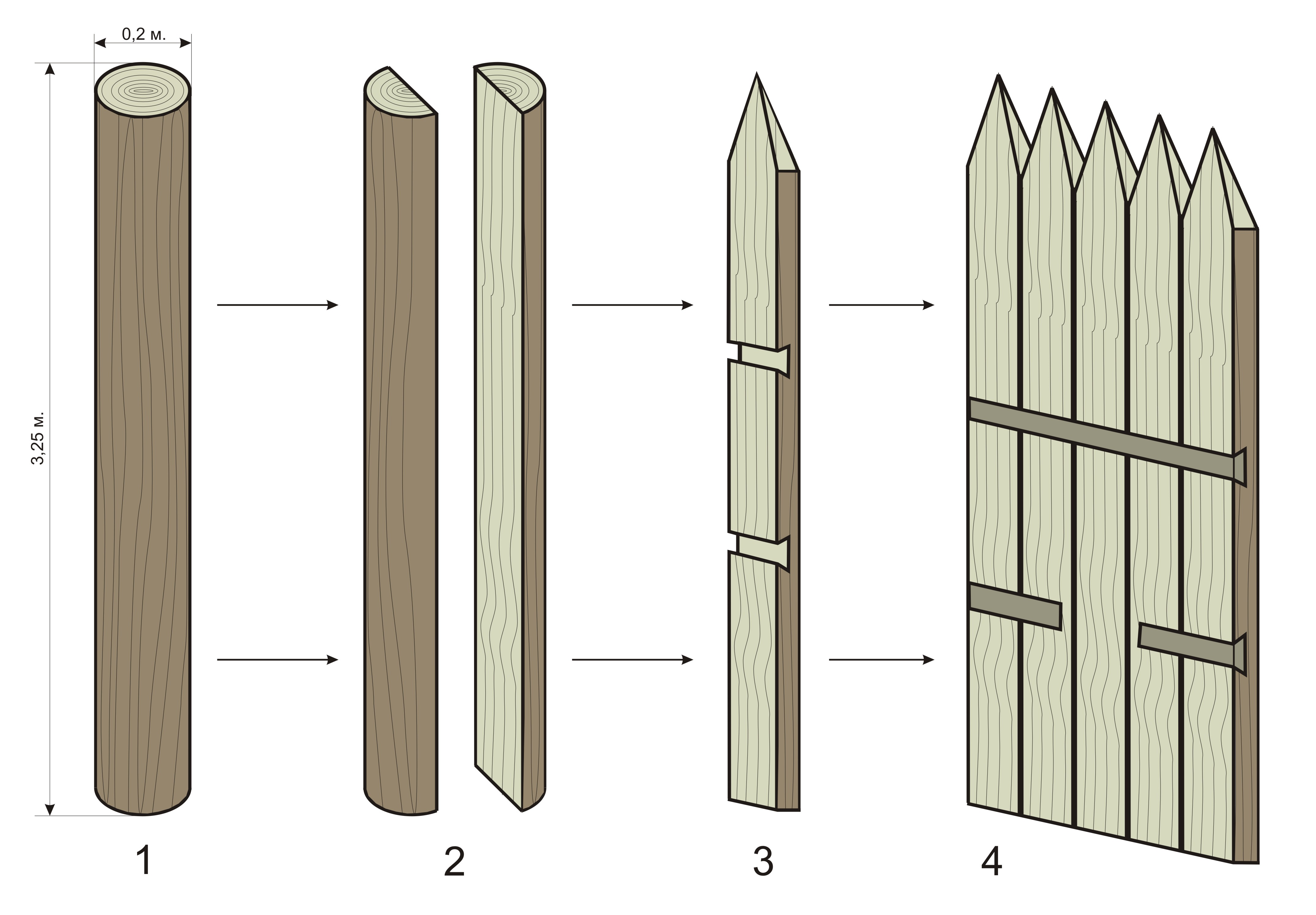
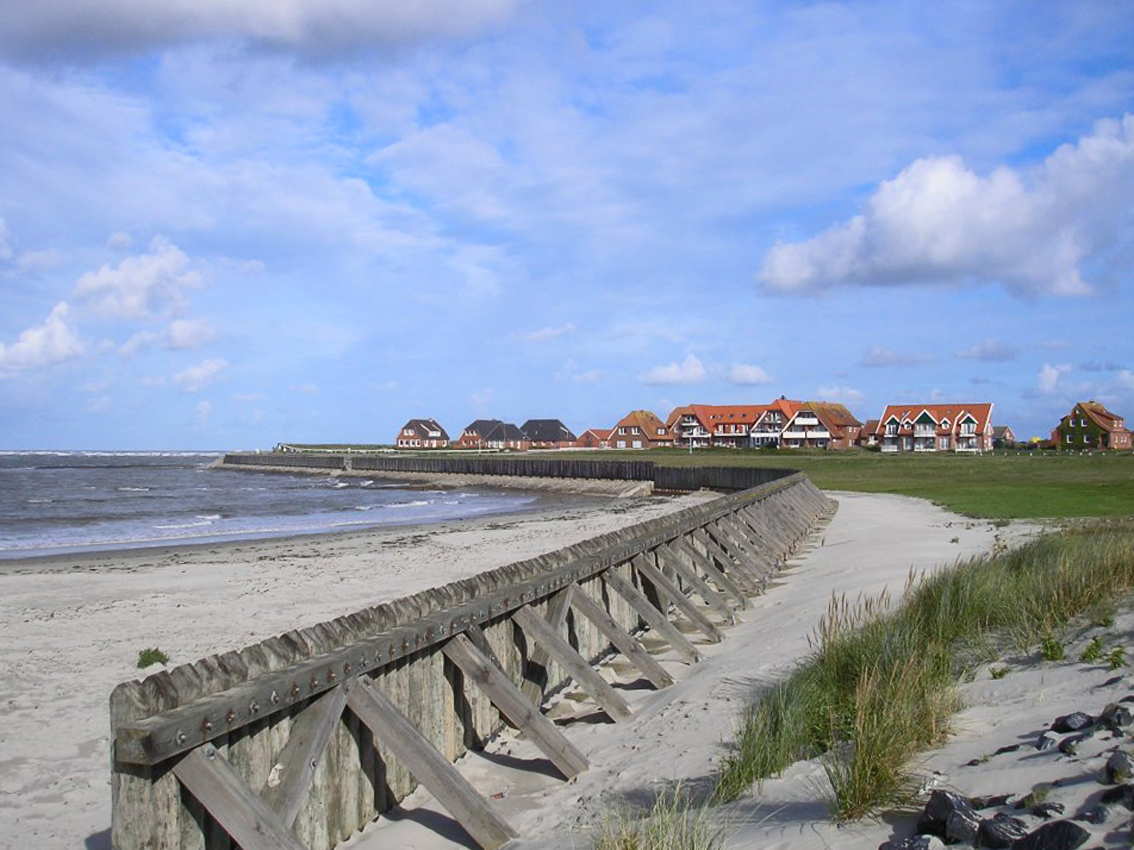
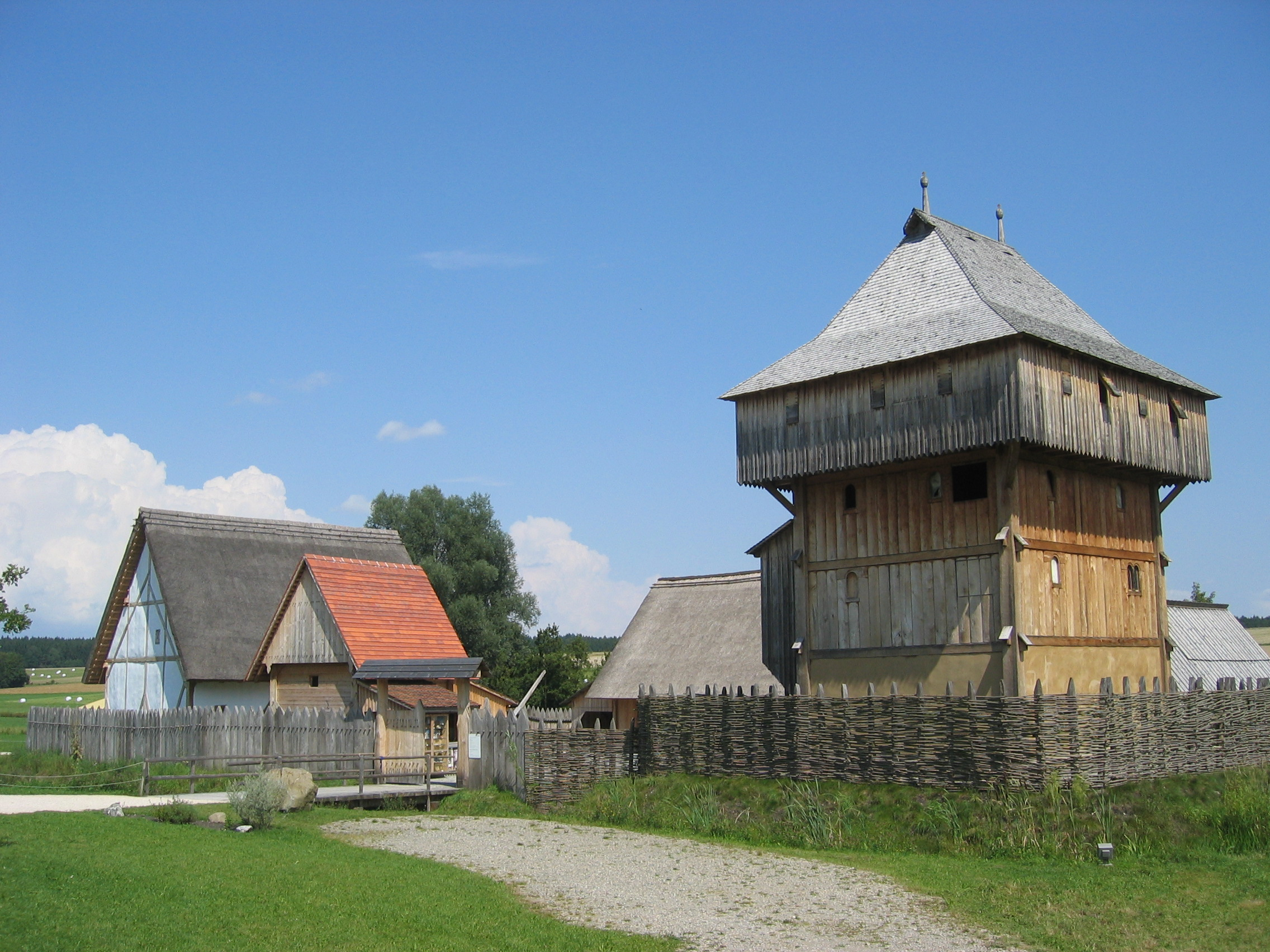